# Kamperse school
De Kamperse school was een 16e-eeuwse schilderschool in Kampen die bekend was om zijn Laatste Avondmaal-schilderijen. De bekendste gezichten van deze school waren Mechtelt toe Boecop (ca. 1520-1598) en Jacob Maler.
De eerste die uitgebreid aandacht gaf aan de schilders uit Kampen was G.P. Rouffaer, die in het tijdschrift Oud Holland in 1887 vier Kamper schilders beschrijft: Ernst Roelofsz. Maler, Mechtelt toe Boecop, Bernhard Vollenhove en Steven van Duyven.
Van Ernst Roelofsz. Maler is bekend dat hij een bestuurder was van de Sint-Lucasgilde in Kampen. Van Mechtelt toe Boecop is niet bekend of zij lid was of is geweest van deze gilde.

## Voorbeelden
- Het Laatste Avondmaal (Mechtelt toe Boecop)
- Het Laatste Oordeel (Ernst Roelofsz. Maler)
- De werken van barmhartigheid (schilderij)
- De Kruisiging (Cornelia toe Boecop)
- Triptiek van Jacob en Albert Maeler